# Cratognathus
Cratognathus es un  género de coleópteros adéfagos de la familia Carabidae.

## Especies
Comprende las siguientes especies:
- Cratognathus alluaudi Basilewsky, 1946
- Cratognathus capensis Laporte de Castelnau, 1835
- Cratognathus grandiceps Boheman, 1860
- Cratognathus mandibularis Dejean, 1829
- Cratognathus straneoi Basilewsky, 1948